# Lettera da Pechino
Lettera da Pechino è un romanzo di Pearl S. Buck pubblicato nel 1957. Narra la vicenda della coppia interrazziale formata da Gerald ed Elizabeth MacLeod, della loro separazione a causa dell'insurrezione comunista nella Cina del 1945 e delle loro vite separate in Cina e in America.

## Trama
Nel settembre 1950 Elizabeth MacLeod vive nella fattoria dove è cresciuta, a Raleigh, nel Vermont, con il figlio diciassettenne Rennie. Il postino arriva tre volte alla settimana, e ogni volta Elizabeth spera che le porti una lettera di suo marito Gerald dalla Cina. Elizabeth è vissuta in Cina con il marito e il figlio fino a quando Rennie ha compiuto dodici anni. Sono vissuti a Pechino fino allo scoppio della guerra contro il Giappone, poi sono fuggiti a Chongqing. Elizabeth e il marito sono molto innamorati, ma Gerald, che ha origini asiatiche, ha mandato lei e Rennie in America perché l'insurrezione comunista in Cina ha reso il Paese pericoloso per i bianchi. Gerald è per metà cinese e ha scelto di rimanere nel suo Paese.
Gerald scrive di rado, perché la comunicazione con gli occidentali è proibita dai comunisti e le lettere devono essere fatte uscire dal Paese di nascosto. Un giorno Gerald scrive a Elizabeth: "Qualsiasi cosa io faccia adesso, ricorda che sei tu la persona che amo." È la prima lettera di Gerald dopo mesi.
Elizabeth si prende cura di suo figlio e della fattoria. I suoi genitori sono morti da tempo. Matt Greene la aiuta a occuparsi della fattoria. Elizabeth è consapevole del fatto che in America esiste un pregiudizio nei confronti dei cinesi, e suo figlio ha un quarto di sangue cinese. La donna sente molto la mancanza di suo marito e durante l'inverno ricorda i giorni passati insieme.
In primavera, dopo aver preparato lo sciroppo d'acero, Elizabeth e Rennie si recano a Little Spring, in Kansas, per portare Baba, il nonno di Rennie, a vivere con loro in Vermont. L'uomo ha lasciato Pechino quando i Giapponesi hanno invaso la Cina e vive in una capanna da mandriano nella fattoria di Sam Blaine. Preferisce indossare abiti cinesi piuttosto che occidentali, legge pochi vecchi libri cinesi ed è diventato smemorato. Rennie si sente imbarazzato dall'aspetto e dai gesti cinesi del nonno. Durante il viaggio in treno verso il Vermont, Baba indossa abiti occidentali. Il medico del luogo, Bruce Spauldin, è convinto che l'anziano abbia avuto una serie di ictus. Elizabeth ricorda che Baba era arguto e brillante quando lei e Gerald vivevano con lui a Pechino. "E' dolce e gentile, è facile vivere con lui, e non si lamenta."
Elizabeth chiede a Baba di parlarle della madre di Gerald, Ai-lan, che non ha mai conosciuto. La coppia si sposò quando Baba era consigliere dell'imperatore.  A Baba piaceva Ai-lan, sorella del suo amico Han Yu-Ren - ma non la amava. Dopo la nascita di Gerald, Ai-lan si appassionò alle idee rivoluzionarie di Sun Yat-sen, mentre Baba rimase fedele all'imperatore. Ai-lan credeva che le razze non si sarebbero mai potute mescolare. Si trasferì a sud, diventò una rivoluzionaria violenta e fu uccisa nel 1930 dalla polizia segreta del governo nazionalista. Gerald vedeva la madre raramente, ma desiderava fortemente che lei gli stesse vicino. Baba non permise ad Ai-lan di "contaminare" Gerald con le sue idee.
Il giorno successivo, il postino consegna una rivista spedita da una casella postale di Pechino; in copertina c'è un'immagine della madre di Gerald. La rivista è dedicata a una martire della rivoluzione. In questo modo Elizabeth scopre che Gerald sapeva tutto di sua madre, anche se non parlava mai di lei.
Nel corso dell'estate Rennie si innamora. Lui ed Elizabeth parlano dei loro parenti cinesi. Rennie desidera essere completamente americano e dimenticare i suoi parenti cinesi, compreso suo padre. Teme di non piacere alle ragazze a causa del suo essere in parte cinese. Elizabeth conosce Allegra, la ragazza di Rennie, e pensa che non sia la compagna adatta per suo figlio. Allegra e i suoi genitori se ne vanno quando Elizabeth dice loro che Rennie è per un quarto cinese. Gerald e Rennie alla nascita sono stati registrati presso l'ambasciata americana, quindi per la legge sono americani; ma Elizabeth pensa che Allegra e i genitori avessero il diritto di conoscere la verità, e che non avrebbero approvato l'ascendenza cinese di Gerald e di Rennie. La donna desidera che suo figlio trovi un amore profondo come quello che lei prova per Gerald. Rennie si sente ferito e arrabbiato e va a cercare Allegra per parlarle.
Nel frattempo, Baba diventa più debole e si comporta in modo infantile. Ha degli ictus. Bruce Spauldin, il medico, viene a visitarlo. Elizabeth nota che Bruce, che non è sposato, "è calmo, incline al silenzio e alla meditazione, tutte buone qualità per un marito." Elizabeth si rende conto di essere sola e isolata da Pechino, nonostante suo marito non sia morto. Inizia a pregare. Baba ha altri ictus e perde completamente la lucidità.
Rennie ritorna. Chiede, "Madre, perché mi hai fatto nascere?" E' arrabbiato con la sua parte cinese. Per il resto dell'estate va al ranch di Sam Blaine. Prima che parta, Elizabeth gli racconta della madre di Gerald, sua nonna, Ai-lan.
L'ultima lettera di Gerald a Elizabeth conteneva una richiesta di cui Elizabeth non era al corrente. Elizabeth riceve una lettera da Mei-lan, inviata attraverso un negozio di sete a Singapore. Mei-lan ha chiesto a Gerald di scrivere la precedente lettera a Elizabeth. Mei-lan desidera prendersi cura di suo marito in assenza di Elizabeth e richiede il sostegno della sua "sorella maggiore". A questo punto della vicenda, l'ultima lettera di Gerald a Elizabeth è riportata per intero nel libro. L'uomo chiede il sostegno della moglie riguardo alla sua decisione di rimanere in Cina e di proteggere la moglie e il figlio mandandoli in America. Elizabeth invia una lettera nella quale esprime il suo amore per il marito e il suo pieno sostegno a Mei-lan e a Gerald.
Baba si indebolisce, ma ricorda di non aver sposato la madre di Gerald per avere un figlio; non desiderava un figlio. Elizabeth capisce quanto l'infanzia di Gerald sia stata priva di amore. La donna tira fuori le lettere di Gerald e le rilegge. Inizialmente lui crede nel nuovo governo, poi il tono delle sue lettere diventa apatico. Elizabeth si rende conto del fatto che Gerald è prigioniero. Baba ha un altro ictus. Bruce lo cura, poi fa una proposta di matrimonio a Elizabeth. Lei dice di essere sposata. Bruce aspetta.
Mei-lan scrive che Gerald è triste e aggiunge di voler essere amica di Elizabeth. La lettera è stata spedita da Hong Kong, per ragioni di sicurezza. Elizabeth apprezza la lettera della sua "sorella minore" ma sa che i vicini non capirebbero il suo amore per Gerald, che vive con Mei-lan in Cina. Rennie scrive che sta studiando fisica in un college del Mid-West e si sta pagando gli studi. Il suo compagno di stanza, George Bowen, ha una sorella molto intelligente e bella. Rennie promette di tornare a casa per Natale. Mei-lan invia lettere a Elizabeth attraverso amici di Manila e di Bangkok. Nelle lettere le racconta come sta Gerald.
Sam Blaine viene a casa con Rennie a Natale. Baba non ricorda bene Sam o Rennie, ma la riunione familiare natalizia è felice. Rennie è diventato un uomo. Elizabeth gli chiede della sorella di George Bowen. Madre e figlio litigano a proposito della scelta di Gerald di rimanere in Cina e di quella di Baba di sposare una donna cinese. Elizabeth spiega che ciò che conta è l'amore. Sam Blaine le chiede di sposarlo. Baba muore poco tempo dopo. Elizabeth ha una visione di Gerald che sta morendo, poi apprende da Mei-lan che Gerald è morto e che Mei-lan ha un figlio.
Rennie sposa la sorella gemella di George Bowen, Mary, con l'approvazione di Elizabeth. George e Mary sono orfani e vogliono bene a Rennie. Bruce ed Elizabeth pensano di sposarsi. Elizabeth considera la vita senza amore di Baba un cattivo esempio e la disapprova.

## Personaggi
- Elizabeth MacLeod (chiamata Eve dal marito Gerald) - vive nella fattoria di famiglia in Vermont con il figlio Rennie, dopo che Gerald ha fatto allontanare entrambi da Pechino per ragioni di sicurezza.
- Gerald MacLeod - marito di Elizabeth, rettore dell'università di Pechino, figlio di padre americano e madre cinese.
- Rennie MacLeod - figlio di Elizabeth, ha 17 anni all'inizio del romanzo e 20 alla fine.
- Matt Greene - dipendente della fattoria in Vermont.
- nonno MacLeod (Baba) - padre di Gerald, nato in Virginia,[7] ha lasciato Pechino per San Francisco quando i giapponesi hanno invaso la Cina. Ha finito per stabilirsi a Little Springs, in Kansas, nella fattoria di Sam Blaine.
- Sam Blaine - un americano che ha accolto e si è preso cura di nonno MacLeod. Ha 42 anni.[8] Nonno MacLeod aveva la febbre tifoide quando Sam lo ha accolto nella sua casa.[9]
- Dottor Bruce Spauldin - il medico di Raleigh, in Vermont.
- Ai-lan - madre di Gerald. Il suo fidanzato è morto quando lei aveva 15 anni. Ha sposato nonno MacLeod quando aveva 25 anni e lui ne aveva 30.[10]
- Mei-lan - seconda moglie o concubina di Gerald.
- George Bowen - compagno di stanza di Rennie al college e fratello della sua futura moglie, Mary.